# Pieve di San Pietro a Pitiana
La pieve di San Pietro a Pitiana si trova nel comune di Reggello, in Italia.

## Storia e descrizione
La sua fondazione, che la tradizione popolare attribuisce alla duchessa di Toscana Matilde di Canossa, è forse anteriore all'anno Mille, anche se è menzionata da un contratto del 1032 e da documenti del XII secolo che ricordano la sua appartenenza alla Diocesi di Fiesole. La Pieve ebbe una certa importanza specie a partire dal Quattrocento quando fu posseduta da Giovanni Cavalcanti che vi ospitò nel 1469 anche Marsilio Ficino e Lorenzo il Magnifico. Poi per testamento dal 1497 entrò a far parte dei beni dell'Ospedale di Santa Maria Nuova e nel 1784 di nuovo sotto la giurisdizione dei Vescovi di Fiesole.

La chiesa è risalente all'età romanica ma unico resto visibile di quell'epoca è la torre campanaria, che risulta già esistente nel 1028, ma che nella forma attuale, simile a quello del Monastero di Rosano e di San Giovanni Battista a Remole, dovrebbe risalire ai primi decenni del XII secolo. La facciata si presenta di aspetto tardo rinascimentale, con un portico cinquecentesco. Prima dei più recenti restauri essa presentava sopra il portico un piccolo oculo di fattura moderna al posto della ripristinata finestra cinque-secentesca. Nella porta centrale, di origine quattrocentesca, sono gli stemmi della famiglia Cavalcanti, e al centro c'è la stampella simbolo dell'Ospedale di Santa Maria Nuova. All'interno la struttura a tre navate con presbiterio sopraelevato e cripta subì una prima trasformazione a croce latina nel 1631 che fece scomparire le navate laterali, quella di destra inglobata nella Villa Guicciardini, la sinistra nella canonica. Nel 1888 l'interno ha subìto un ulteriore restauro, che ha aggiunto decorazioni medievaleggianti al tetto a capriate e alle pareti, assumendo un aspetto decisamente ottocentesco. L'altare maggiore, ricomposto nel 1977, presenta un rilievo arcaizzante trecentesco rappresentante San Pietro benedicente. 

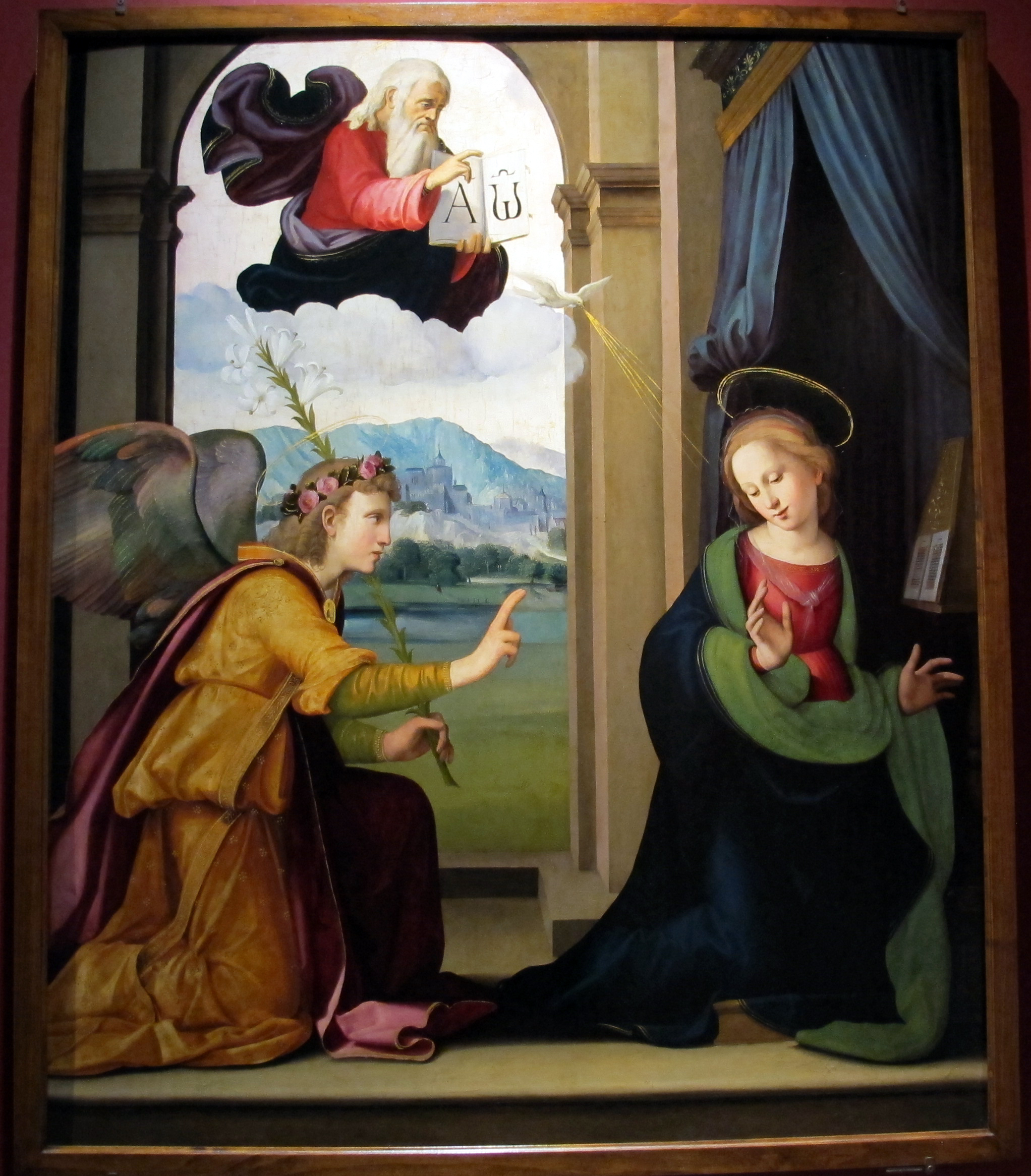
Ridolfo del Ghirlandaio, Annunciazione

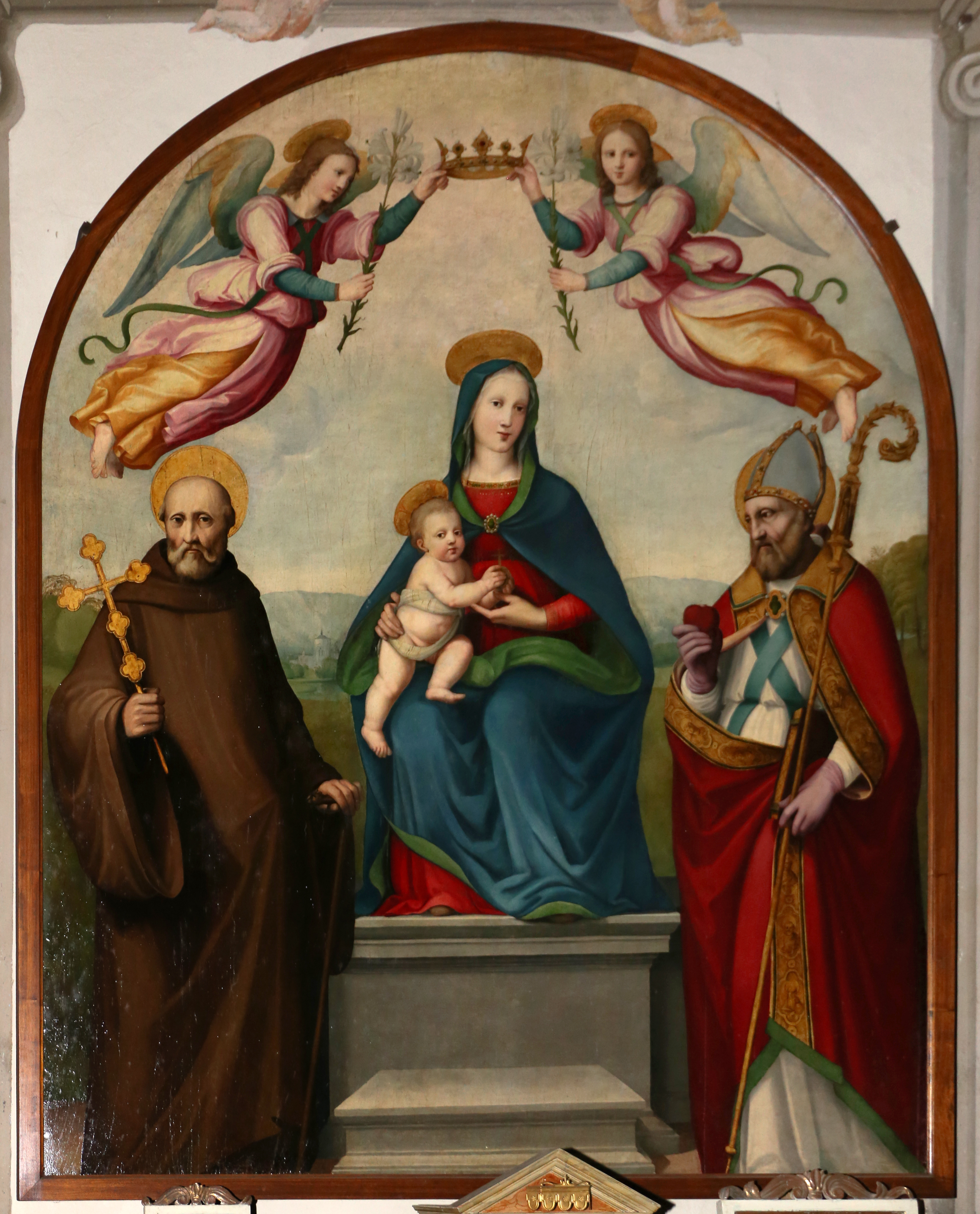
Ridolfo del Ghirlandaio, Madonna col Bambino in trono e i santi Giovanni Gualberto e Ignazio di Antiochia

A ricordare l'importanza che la pieve ebbe in epoca rinascimentale restano soprattutto le due importanti tavole di Ridolfo del Ghirlandaio ancora presenti in chiesa, commissionate dallo spedalingo di Santa Maria Nuova Leonardo Buonafede o per suo tramite e che in passato si aggiungevano ad una terza oggi mancante che corredava l'altare maggiore, la Madonna col Bambino e i Santi Michele, Pietro, Paolo e Maddalena, commissionata da Michelangelo di Braccio Guicciardini ed oggi nella collezione Bathurst a Eastnor Castle in Inghilterra. In chiesa, alla parete del transetto destro è una copia ridotta del dipinto. 
La Madonna con il Bambino e i Santi Giovanni e Ignazio di Antiochia all'altare destro del transetto, probabilmente commissionata anch'essa da Michelangelo di Braccio Guicciardini, era stata venduta illegalmente dal parroco locale nel 1946 ed è stata ritrovata nella bottega di un antiquario nel centro di Firenze il 27 dicembre del 1999 e ricollocata poco dopo. All'altare sinistro è invece, sempre di Ridolfo, un'Annunciazione già nella parete di fondo.
Alla parete destra è anche un tabernacolo quattrocentesco in pietra scolpito a eleganti fregi.
A rendere più imponente l'insediamento concorse anche la costruzione della grande villa che la stringe da un lato e che appartiene alla famiglia Guicciardini che aveva molte proprietà fondiarie in zona.